# Kajfa
Kájfa (tudi Kájfež) je bil judovski veliki duhovnik v letih 18-36 n. št. Znan je zlasti po sodelovanju pri Jezusovi aretaciji in usmrtitvi.
Njegovo pravo ime je bilo Jožef Kajafa (hebrejsko: יוסף כייפא‎ [Josef Qajjafa]). V slovenščini se je uveljavilo v starejših prevodih ime Kajfež, ki izvira iz grške oblike starogrško Καϊάφας [Kajafas], v novejših prevodih pa beremo obliko Kajfa.
Janezov evangelij navaja, da so Jezusa po aretaciji pripeljali pred veliki zbor, kjer sta ga zasliševala veliki duhovnik Kajfa in njegov tast Hana (ali Ana), ki je bil veliki duhovnik v letih 6-15 n. št. (glej Jn 18). 
Jezusa so spoznali za krivega bogokletja in ga izročili Ponciju Pilatu. Kajfa je to komentiral z besedami: »Bolje je, da en človek umre za ljudstvo.« Iz njegovih besed lahko sklepamo, da se je Kajfa bal represalij, ki bi lahko doletele celotno judovsko ljudstvo, če bi Rimljani Jezusove učence razumeli kot grožnjo rimskemu imperiju. V tistem času je bila namreč med Judi precej močna želja po osamosvojitvi izpod Rimljanov - delovale so različne separatistične skupine (npr. Zeloti) in upori so bili pogosti.
Leta 1990 so arheologi v neposredni okolici Jeruzalema odkrili staro družinsko grobnico v kateri je tudi kostnica z napisom »Jožef sin Kajfa«. To je zaenkrat edina arheološka najdba povezana z imenom Kajfa.